# إنديانابوليس كولتس
إنديانابوليس كولتس: فريق في دوري كرة القدم الأمريكية القسم AFC الجنوبية. و يلعب الفريق في ملعب لوكاس أويل